# 堀川竜一
堀川 竜一（ほりかわ りゅういち、1979年6月9日 - ）は、富山県富山市出身の元プロバスケットボール選手である。ポジションはスモールフォワード。身長191cm、体重85kg。

## 来歴
12歳の時、西部中学校のバスケットボール部に入部し、バスケットボールを始める。土浦日大高校に進学後、1996年ウィンターカップでベスト8進出に貢献。京都産業大学に進学後、1999年関西リーグ優勝と4年連続インカレを経験。大学卒業後、当時はクラブチームだった富山グラウジーズに加わった。
2005年のbjリーグ発足に当たり、埼玉ブロンコスにドラフト5巡目指名を受け入団。2008年、大阪エヴェッサに移籍する。2009年7月、トライアウトを経て滋賀レイクスターズに移籍。
2011-12シーズンに富山グラウジーズに復帰すると共に、キャプテンを務めた。
2012-13シーズン終了後、エクスパンション・ドラフトからのプロテクトを受け契約交渉を行っていたがこれが決裂し、富山を退団。横浜ビー・コルセアーズに移籍した。
横浜にBリーグ発足初年度の2016-17シーズンまで、4シーズン在籍した後、2017年8月にB2の香川ファイブアローズに移籍した。
2019年7月　現役引退を発表